# Championnat d'Argentine de football 1936
Navigation
Saison précédente Saison suivante
La saison 1936 du Championnat d'Argentine de football était la 6e édition professionnelle de la première division argentine. Le championnat rassemble les 18 meilleures équipes du pays au sein d'une poule unique, où chaque club rencontre tous ses adversaires 2 fois. La saison est divisée en 2 parties : les matchs aller se jouent dans le cadre de la Copa de Honor et les matchs retour dans le cadre de la Copa Campeonato. Les vainqueurs des 2 coupes se retrouvent pour le gain de la Copa de Oro, disputée sur un match. Il n'y a pas de système de promotion-relégation en fin de saison.
C'est le club de San Lorenzo de Almagro, champion d'Argentine en titre, qui termine en tête du championnat et remporte le 5e titre de champion d'Argentine de son histoire. (Copa de Honor)
C'est le club de River Plate, champion d'Argentine en titre, qui termine en tête du championnat et remporte le 3e titre de champion d'Argentine de son histoire. (Copa Campeonato)
C'est le club de River Plate, champion d'Argentine en titre, qui termine en tête du championnat et remporte le 4e titre de champion d'Argentine de son histoire. (Copa de Oro)

## Les 18 clubs participants
| \| Buenos Aires La Plata \| Villes représentées lors de la saison 1936 |
| Buenos Aires La Plata                                                  |

- Boca Juniors
- San Lorenzo de Almagro
- Estudiantes (La Plata)
- River Plate
- Racing Club
- Independiente
- Chacarita Juniors
- Lanús
- Tigre
- Huracán
- Velez Sarsfield
- Ferro Carril Oeste
- Argentinos Juniors
- Talleres (Remedios de Escalada)
- Gimnasia y Esgrima (La Plata)
- Platense
- Atlanta
- Quilmes

## Compétition
Les classements sont établis en utilisant le barème suivant :
- Victoire : 2 points
- Match nul : 1 point
- Défaite, forfait ou abandon : 0 point

### Copa de Honor
| Rang | Équipe                          | Pts | J  | G  | N | P  | Bp | Bc | Diff |
| ---- | ------------------------------- | --- | -- | -- | - | -- | -- | -- | ---- |
| 1    | San Lorenzo de Almagro          | 28  | 17 | 12 | 4 | 1  | 45 | 21 | +24  |
| 2    | Huracán                         | 25  | 17 | 11 | 3 | 3  | 33 | 20 | +13  |
| 3    | Boca Juniors T                  | 24  | 17 | 10 | 4 | 3  | 36 | 17 | +19  |
| 4    | Velez Sarsfield                 | 22  | 17 | 10 | 2 | 5  | 40 | 25 | +15  |
| 5    | Independiente                   | 22  | 17 | 9  | 4 | 4  | 35 | 25 | +10  |
| 6    | River Plate                     | 21  | 17 | 9  | 3 | 5  | 35 | 25 | +10  |
| 7    | Atlanta                         | 19  | 17 | 8  | 3 | 6  | 34 | 38 | -4   |
| 8    | Racing Club                     | 18  | 17 | 8  | 2 | 7  | 37 | 27 | +10  |
| 9    | Quilmes                         | 18  | 17 | 7  | 4 | 6  | 27 | 26 | +1   |
| 10   | Chacarita Juniors               | 18  | 17 | 7  | 4 | 6  | 31 | 31 | 0    |
| 11   | Estudiantes (La Plata)          | 17  | 17 | 8  | 1 | 8  | 40 | 34 | +6   |
| 12   | Platense                        | 16  | 17 | 6  | 4 | 7  | 23 | 26 | -3   |
| 13   | Ferro Carril Oeste              | 14  | 17 | 5  | 4 | 8  | 36 | 44 | -8   |
| 14   | Gimnasia y Esgrima (La Plata)   | 13  | 17 | 4  | 5 | 8  | 33 | 45 | -12  |
| 15   | Talleres (Remedios de Escalada) | 12  | 17 | 6  | 0 | 11 | 27 | 30 | -3   |
| 16   | Lanús                           | 9   | 17 | 3  | 3 | 11 | 29 | 43 | -14  |
| 17   | Tigre                           | 7   | 17 | 2  | 3 | 12 | 17 | 42 | -25  |
| 18   | Argentinos Juniors              | 3   | 17 | 1  | 1 | 15 | 15 | 54 | -39  |

|  | Vainqueur de la Copa de Honor et qualifié pour la Copa de Oro |
|  | T : Tenant du titre                                           |

### Copa Campeonato
| Rang | Équipe                          | Pts | J  | G  | N | P  | Bp | Bc | Diff |
| ---- | ------------------------------- | --- | -- | -- | - | -- | -- | -- | ---- |
| 1    | River Plate                     | 28  | 17 | 13 | 2 | 2  | 49 | 19 | +30  |
| 2    | San Lorenzo de Almagro          | 24  | 17 | 11 | 2 | 4  | 41 | 24 | +17  |
| 3    | Racing Club                     | 23  | 17 | 10 | 3 | 4  | 43 | 27 | +16  |
| 4    | Independiente                   | 21  | 17 | 10 | 1 | 6  | 32 | 29 | +3   |
| 5    | Boca Juniors T                  | 20  | 17 | 9  | 2 | 6  | 39 | 19 | +20  |
| 6    | Atlanta                         | 19  | 17 | 8  | 3 | 6  | 39 | 30 | +9   |
| 6    | Platense                        | 19  | 17 | 6  | 7 | 4  | 26 | 29 | -3   |
| 8    | Huracán                         | 18  | 17 | 7  | 4 | 6  | 32 | 22 | +10  |
| 8    | Argentinos Juniors              | 18  | 17 | 7  | 4 | 6  | 26 | 32 | -6   |
| 10   | Ferro Carril Oeste              | 17  | 17 | 7  | 3 | 7  | 30 | 36 | -6   |
| 11   | Estudiantes (La Plata)          | 16  | 17 | 6  | 4 | 7  | 32 | 32 | 0    |
| 11   | Chacarita Juniors               | 16  | 17 | 6  | 4 | 7  | 36 | 42 | -6   |
| 13   | Vélez Sársfield                 | 15  | 17 | 7  | 1 | 9  | 45 | 35 | +10  |
| 14   | Gimnasia y Esgrima (La Plata)   | 14  | 17 | 6  | 2 | 9  | 31 | 48 | -17  |
| 15   | Lanús                           | 12  | 17 | 5  | 2 | 10 | 27 | 43 | -16  |
| 16   | Quilmes                         | 11  | 17 | 4  | 3 | 10 | 24 | 39 | -15  |
| 17   | Tigre                           | 8   | 17 | 2  | 4 | 11 | 21 | 43 | -22  |
| 18   | Talleres (Remedios de Escalada) | 7   | 17 | 1  | 5 | 11 | 19 | 43 | -24  |

|  | Vainqueur de la Copa Campeonato et qualifié pour la Copa de Oro |
|  | T : Tenant du titre                                             |

### Copa de Oro
| 20 décembre 1936 | River Plate                                             | 4 - 2 | San Lorenzo de Almagro  | Stade Libertadores de América, Avellaneda |                      |
|                  | Cesarini 39e, 86e · Chividini 73e (csc) · Pedernera 76e |       | Pantó 55e · Canteli 81e | Arbitrage : M.Macias                      | Arbitrage : M.Macias |

## Bilan de la saison
| Tableau d'Honneur                   |                                                                                          |
| Compétition                         | Vainqueur                                                                                |
| Championnat d'Argentine de football | San Lorenzo de Almagro Copa de Honor River Plate Copa Campeonato River Plate Copa de Oro |

| Promotions et relégations    |       |
| Promus en Primera Division   | Aucun |
| Relégués en Segunda Division | Aucun |